# Plinthisus longisetosus
Plinthisus longisetosus är en insektsart som beskrevs av Barber 1918. Plinthisus longisetosus ingår i släktet Plinthisus och familjen Rhyparochromidae. Inga underarter finns listade i Catalogue of Life.